# Nhà nước cộng sản

Bản đồ những quốc gia tuyên bố/từng tuyên bố là nhà nước cộng sản theo chủ nghĩa Marx–Lenin hay tư tưởng Mao Trạch Đông (thời gian tuyên bố có thể khác nhau)

Nhà nước cộng sản (tiếng Anh: Communist state hay Marxist–Leninist state, workers' state) là nhà nước được quản lý bởi một đảng, theo Chủ nghĩa Marx–Lenin, với hướng tiến lên chủ nghĩa cộng sản.
Có một số trường hợp nhà nước cộng sản hoạt động kết hợp với các tổ chức phi chính trị như công đoàn, ủy ban thường trực hay dân chủ trực tiếp. Thuật ngữ "nhà nước cộng sản" được các sử gia, nhà nghiên cứu và truyền thông phương Tây sử dụng. Tuy nhiên, trái ngược với phương Tây, các quốc gia cộng sản này không sử dụng thuật ngữ đó mà tự gọi mình là một hệ thống xã hội chủ nghĩa đang trong quá trình xây dựng chủ nghĩa xã hội.
Nhà nước cộng sản thông thường chỉ được quản lý bởi một đảng với bộ máy chính quyền của nó, các đảng phái khác có thể cùng tồn tại trong nhà nước đó, nhưng chúng bị kiểm soát bởi đảng chủ chốt. Các đảng chủ chốt ở đây thường là theo chủ nghĩa Mác - Lênin (hoặc đôi khi là tư tưởng Mao Trạch Đông ở Trung Quốc), với mục tiêu là đi lên chủ nghĩa xã hội. Nhà nước cộng sản được chủ nghĩa Marx coi là nền chuyên chính vô sản của giai cấp công nhân, nơi mà giai cấp này làm chủ. Đối ngược lại với đó là chủ nghĩa tư bản, nơi giai cấp tư sản nắm quyền quyết định.